# Qaḑā' Māwat
Qaḑā' Māwat (kurdiska: Qeza-î Mawet, arabiska: قضاء ماوت, kurdiska: قەزاى ماوەت) är ett distrikt i Irak.   Det ligger i provinsen Sulaymaniyya, i den norra delen av landet, 300 km norr om huvudstaden Bagdad.